# Egil A. Wyller
Egil Anders Wyller (24 de abril de 1925 – 6 de março de 2021) foi um filósofo, historiador, escritor de não ficção e tradutor norueguês. Ele nasceu em Stavanger, filho de Trygve Christian Wyller e Anne Kathrine Dons, e irmão de Thomas Christian Wyller. Foi nomeado professor na Universidade de Oslo a partir de 1969. Entre seus livros estão Tidsproblemet hos Olaf Bull de 1958 e Enhet og annethet de 1981. Ele traduziu diálogos de Platão para o idioma norueguês e foi coeditor da série de livros Idé og tanke. Ele foi condecorado Cavaleiro, Primeira Classe da Ordem de Santo Olavo em 2000. 